# Hukvaldské panství
Hukvaldské panství (plným názvem Olomoucké knížecí arcibiskupské panství Hukvaldy, léno Koruny české, německy Olmützer Fürst-Erzbischöfliche Herrschaft Hochwald, Lehen der böhmischer Krone) bylo panství na severovýchodě Moravského markrabství a od poloviny 13. století patřilo jakožto léno Koruny české olomouckému biskupovi (resp. po roce 1777 arcibiskupovi). V průběhu 16. století probíhal proces začleňování okolních biskupských manství do hukvaldského panství, takže na konci onoho století panství kromě hradu Hukvaldy zahrnovalo také 2 města (Ostrava a Příbor), 3 městečka (Brušperk, Frenštát a Místek) a 29 vsí. Od té doby se rozloha panství nijak zásadně nezměnila. V polovině 19. století se panství v důsledku zániku vrchnostenské správy přeměnilo na hukvaldský velkostatek.

## Vývoj

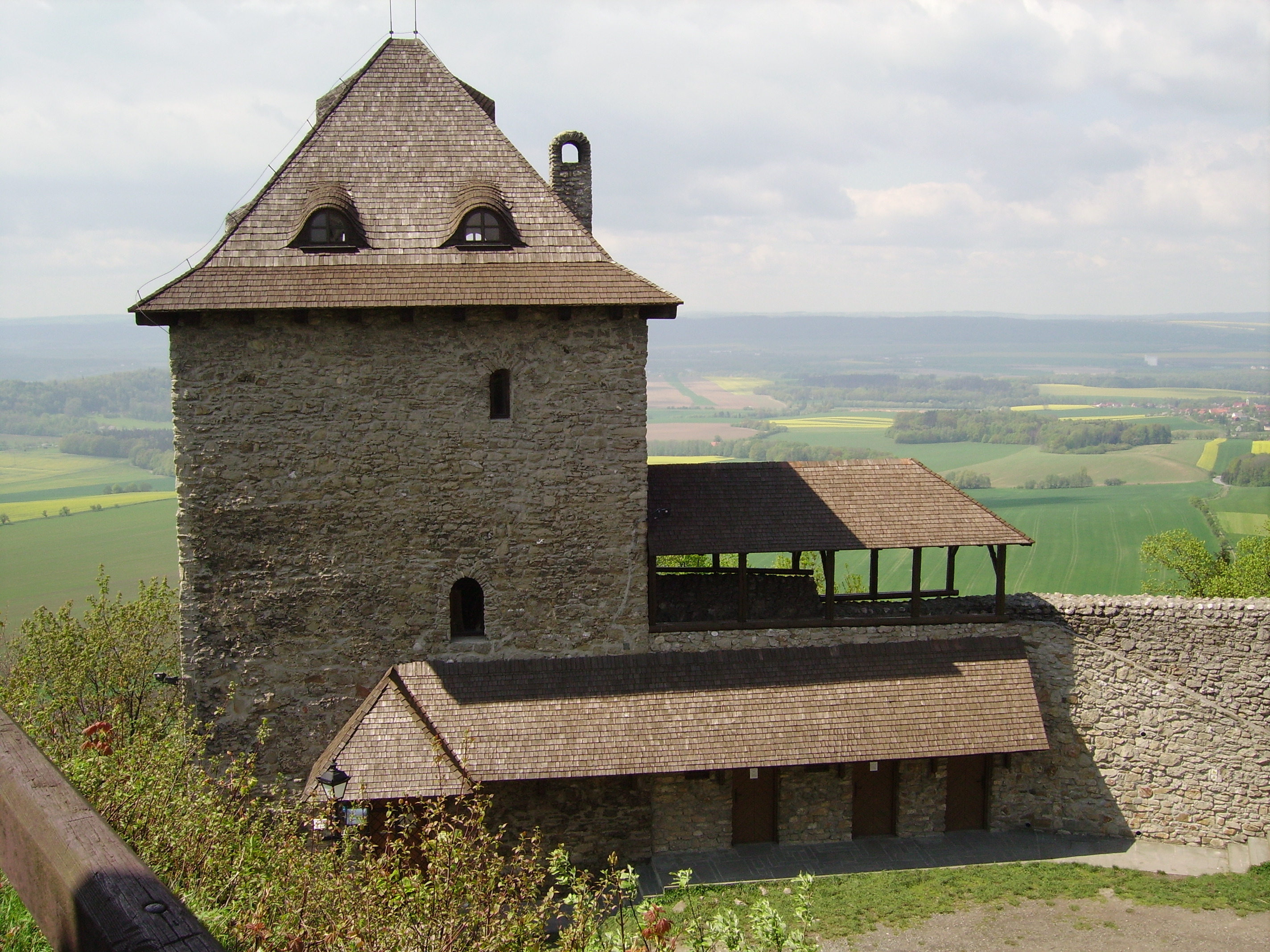
Starý Jičín

### Panství Hückeswagenů
Prvním známým majitelem hukvaldského panství byl Arnold z Hückeswagen, jenž pocházel z říšského města Hückeswagen a hukvaldské léno získal od českého krále Přemysla Otakara I. za diplomatické služby prokázané v Anglii. V letech 1234–1237 již pak vystupoval jako svědek na několika listinách české provenience. Na svém nově získaném panství Arnold založil hrad Starý Jičín, jenž měl nejen upevnit Arnoldovo postavení v této oblasti, ale případně také uchránit české království před polským či uherským vpádem.
Pustošivému vpádu Mongolů roku 1241 se ovšem zřejmě již Arnoldově synovi Frankovi z Hückeswagen zabránit nepodařilo, což mu způsobilo značné hospodářské potíže. Snažil se je zprvu řešit nepříliš úspěšně kolonizací svého panství, nakonec však celé panství vymezené vodními toky Sedlnička, Odra, Ostravice a přibližně severním hřebenem horského pásu Moravskoslezských Beskyd prodal někdy mezi lety 1252–1258 olomouckému biskupovi Brunovi ze Schauenburku. Jihozápadní část získaného území (dnešní Příborsko, Hukvaldsko a Frenštátsko) udělil v léno zpět Frankovi z Hückenwagen, východní část (dnešní Brušpersko a Místecko) ovšem připojil k biskupským mensálním statkům.

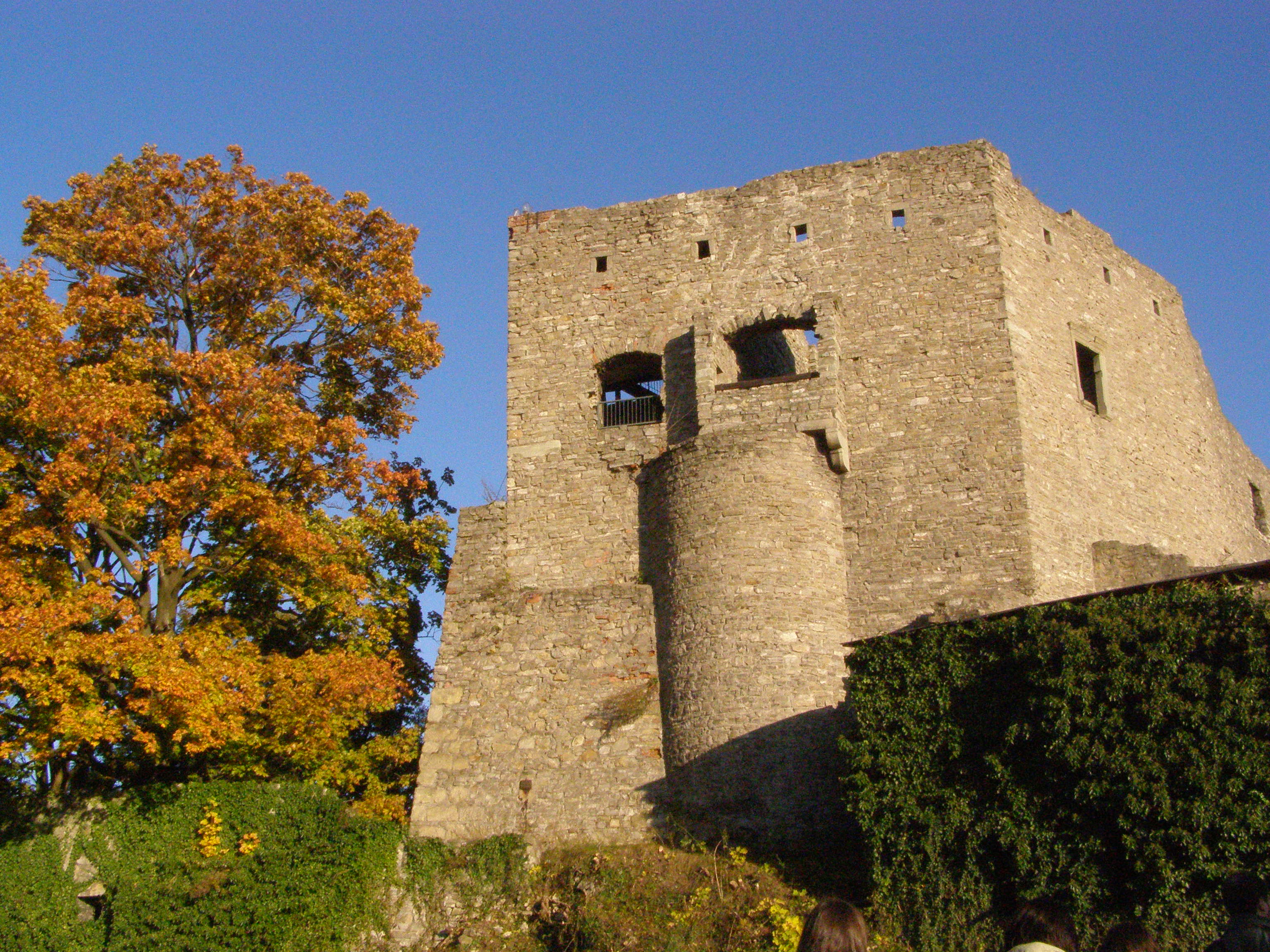
Hrad Hukvaldy

### Hukvaldské panství jako léno či zástava
Bruno ze Schauenburku (1245–1281) započal ve východní části, jež byla převážně zalesněná a nacházely se zde zřejmě jen vsi Staříč a Paskov, mohutnou kolonizační činnost, přičemž okolí nově založených osad často uděloval dále v léno (1267 Fryčovice, 1272 Bělá, 1277 Sviadnov). V západní oblasti Franko (již jako biskupův leník) mezitím přenesl své sídlo nejdříve do Příbora a posléze začal budovat hrad Hukvaldy (Huckeswalde).
Někdy v 70. letech 13. století přejali po Frankovi léno Jindřich a Blud, kteří se roku 1285 psali „z Hukvald“, což svědčí o tom, že hrad již v té době sloužil jako centrum hückewagenského léna. Vedle toho vlastnili hrad Šostýn a podněcovali zakládání nových vesnic (1294 Kozlovice (okres Frýdek-Místek), s pomocí cisterciáků roku 1302 Dětřichovice a Mniší). Také ve východní části panství pokračoval nový olomoucký biskup Dětřich z Hradce (1281–1302) v kolonizační činnosti svého předchůdce, přičemž velkou část této oblasti udělil v léno bratřím Stangům, čímž roku 1288 vznikl základ místeckého manství. Roku 1299 se zmiňuje ves Metylovice v souvislosti s osidlováním oblasti dnešního Frýdlantska, které ve 2. polovině 14. století rovněž získali v léno Stangové, čímž vzniklo místecko-frýdlantské manství.
Někdy před rokem 1316 získali hückenwagenské léno olomoučtí kanovníci Dětřich a Jindřich z Füllsteina, roku 1327 ovšem toto území držel Jindřich z Kytlic. V celém Českém království tehdy panovaly značně nestabilní poměry a také mezi držiteli hradů na hukvaldském panství se rozmáhalo loupeživé rytířství. Situace se uklidnila poté, co se moravským markrabětem stal Karel (později IV.), jenž povzbuzoval olomoucké biskupy Jana Volka (1334–1351) a Jana Očka z Vlašimi (1351–1364) v jejich snaze dostat své državy pod kontrolu. Janu Očkovi z Vlašimi se dostalo podpory také od papeže Inocence IV., jenž roku 1354 udělovat hukvaldské panství v léno a nařídil je připojit k mensálním statkům zapsáním do zemských desk. Mimo přímé vlastnictví tak zůstala pouze léna ve východní části původní državy Hückewagenů.
Roku 1400 celé panství i s lény biskup Jan Mráz (1398–1403) zastavil uherskému králi Zikmundovi Lucemburskému, který jej uděloval dále v léno (např. 1438 táboritovi Janu Čapkovi ze Sán). Roku 1466 sice český král Jiří z Poděbrad hukvaldské panství pro olomouckého biskupa Tase z Boskovic (1457–1482) vykoupil, již roku 1478 tentýž biskup panství opět zastavil, tentokrát Černohorským z Boskovic. Teprve roku 1512 získal biskup Stanislav I. Thurzo (1497–1540) hukvaldské panství zpět. Olomoučtí biskupové pak měli hukvaldské panství v přímém držení nepřetržitě s výjimkou krátkého mezidobí v letech 1593–1596 a 1617.
| sídlo            | status         | počet obyvatel |
| ---------------- | -------------- | -------------- |
| Brušperk         | ochranné město | 2781           |
| Frenštát         | ochranné město | 4483           |
| Příbor           | ochranné město | 4760           |
| Moravská Ostrava | ochranné město | 1712           |
| Místek           | město          | 2601           |
| Frýdlant         | městečko       | 1905           |
| Hukvaldy         | ves            | 526            |
| Antonínov        | ves            | 452            |
| Bezkyd           | ves            | 433            |
| Bordovice        | ves            | 366            |
| Chlebovice       | ves            | 488            |
| Čeladná          | ves            | 1657           |
| Drnholec         | ves            | 219            |
| Fryčovice        | ves            | 1197           |
| Hájov            | ves            | 354            |
| Hodoňovice       | ves            | 318            |
| Klokočov         | ves            | 558            |
| Skotnice         | ves            | 421            |
| Kozlovice        | ves            | 1326           |
| Velké Kunčice    | ves            | 1311           |
| Malé Kunčice     | ves            | 342            |
| Koloredov        | ves            | 835            |
| Lhotka           | ves            | 433            |
| Lichnov          | ves            | 924            |
| Lysůvky          | ves            | 139            |
| Metylovice       | ves            | 1156           |
| Měrkovice        | ves            | 295            |
| Myslík           | ves            | 488            |
| Mniší            | ves            | 409            |
| Kopřivnice       | ves            | 972            |
| Ostravice        | ves            | 1317           |
| Palkovice        | ves            | 1662           |
| Prchalov         | ves            | 253            |
| Pstruží          | ves            | 521            |
| Ptáčník          | ves            | 128            |
| Rychaltice       | ves            | 611            |
| Sýkorec          | ves            | 110            |
| Sklenov          | ves            | 568            |
| Staříč (Starý)   | ves            | 1229           |
| Nový Staříč      | ves            | 208            |
| Závišice         | ves            | 335            |
| Sviadnov         | ves            | 440            |
| Tichá            | ves            | 1321           |
| Trojanovice      | ves            | 1914           |
| Vlčovice         | ves            | 283            |
| Vítkovice        | ves            | 199            |
| Větřkovice       | ves            | 402            |
| Zelinkovice      | ves            | 229            |

### Přivtělování biskupských lén
V polovině 16. století se hukvaldské panství skládalo z hradu Hukvaldy, města Ostrava, městeček Příbor, Brušperk, Frenštát pod Radhoštěm a celkem 17 vsí (část Staříče, Fryčovice, Palkovice, Tichá, část Klokočova, Mniší, část Skotnice, Lichnov, Kopřivnice, Chlebovice, Metylovice, Sklenov, Lhotka, Vlčovice, Kozlovice, Větřkovice, Drnholec). Panství navíc bylo obklopeno mnoha dalšími menšími manskými državami olomouckého biskupa a některé takové državy se nacházely i uvnitř hukvaldského panství. Olomoučtí biskupové se od poloviny 16. století snažili získat tyto statky do přímé držby a přivtělit je do větších celků. Ve své snaze byli vcelku úspěšní, a tak se součástí hukvaldského panství postupně stal Přívoz (1555), Závišice (1561), Rychaltice (1570), Véska (1577) i celé místecko-frýdlantské manství (1584).
Olomoucký biskup přitom využíval zadluženosti jednotlivých manů, převod okolních manství do přímé držby biskupa a jejich přičlenění k hukvaldskému panství ovšem představovalo obrovskou zátěž pro biskupskou pokladnu, takže biskup Stanislav Pavlovský musel na konci 80. let přechodně zdvojnásobit poddanské dávky a zastavit přivtělování dalších manství.
Výnosy tohoto největšího dominia olomouckého biskupa plynuly roku 1635 zejména provozování hukvaldského pivovaru, rybníkářství, prodej dřeva a z vrchnostenské palírny.

Rozsah hukvaldského panství roku 1844

### Stav roku 1835 a přeměna na velkostatek
Roku 1835 mělo hukvaldské panství rozlohu okolo 20 tisíc hektarů, na nichž žilo přes 32 tisíc obyvatel (z toho drtivá většina římských katolíků a jen 19 křesťanů nekatolického vyznání a 43 židů). Obyvatelstvo se dělilo na dvě etnika: Valaši obývali zejména jižní část panství, zatímco Laši severní. Valná většina mluvila moravštinou s polským či slovenským přízvukem (jen v Prchalově a Skotnicích sloužila jako mateřský jazyk němčina). Hospodářství se na hukvaldském panství kromě zemědělství zakládalo také na provozu železáren ve Frýdlantě, na Čeladné a ve Vítkovicích.
V důsledku zrušení vrchnostenské správy se roku 1852 panství přeměnilo na hukvaldský velkostatek.

## Správa panství
Hukvaldské panství spravoval do poloviny 18. století hejtman a poté vrchní úředník (Oberamtmann), jenž stál v čele vrchního (či vrchnostenského) úřadu (Oberamt). Tomuto úřadu byly pak podřízeny úřady další, zejména úřad justiční (Justizamt). Ucelený seznam hejtmanů a vrchních úředníků nebyl doposud sestaven, a tak Zemský archiv v Opavě sestavil alespoň tyto orientační údaje:
Hejtmani:
- 1547–1570 Jaroš Syrakovský z Pierkova
- 1570–1571 Petr Šmerhovský z Lidkovic
- 1571–1572 Mikuláš Zigota ze Slupska
- 1573–1574 Jindřich Grodecký z Brodů
- 1574–1576 Jan Albín z Helfenburku
- 1576–1598 Valentin Pavlovský z Pavlovic
- 1598–1600 správci Kašpar Neyber a Jakub Czion
- 1601 Jakub Písařovský
- 1655 Ferdinand Leopold z Frogštejna a na Česlavi
- 1667–1668 Ludvík Ernst Elnbogner
- 1668–1671 Jiřík Antonín Veletský
- 1672–1675 František Jiří Johner z Vojnovic
- 1673 Kašpar von Schertz na Spálově a Deštné
- 1673–1675 František Jiří Johner z Vojnovic
- 1676–1678 Kristián Pruský z Pruského
- 1679–1688 Karel Fridrich Halama z Jičína
- 1692–1698 Maxmilián Harasovský z Harasova
- 1699–1700 Karel Jindřich Sedmoradský ze Sedmorad
- 1709 Ferdinand Leopold Frogštajn
- 1733 Václav Josef Šindelek
- 1739 Matyáš Valentin Molitor

Vrchní úředníci:
- 1755 Anton Jakob Kolísko
- 1764–1776 Martin Uhlář
- 1788–1786 Johann Mathes Bayer
- 1797–1813 Anton Svoboda
- 1819–1828 Johann Adam Wieser
- 1828–1854 Franz Ott (od 1852 ředitel velkostatku)